# Portes-lès-Valence
Portes-lès-Valence är en kommun i departementet Drôme i regionen Auvergne-Rhône-Alpes i sydöstra Frankrike. Kommunen ligger i kantonen Portes-lès-Valence som tillhör arrondissementet Valence. År 2022 hade Portes-lès-Valence 10 369 invånare.

## Befolkningsutveckling
Antalet invånare i kommunen Portes-lès-Valence
Referens:INSEE